# Aphelandra aurantiaca
Aphelandra aurantiaca là một loài thực vật có hoa trong họ Ô rô. Loài này được (Scheidw.) Lindl. mô tả khoa học đầu tiên năm 1845.

## Hình ảnh

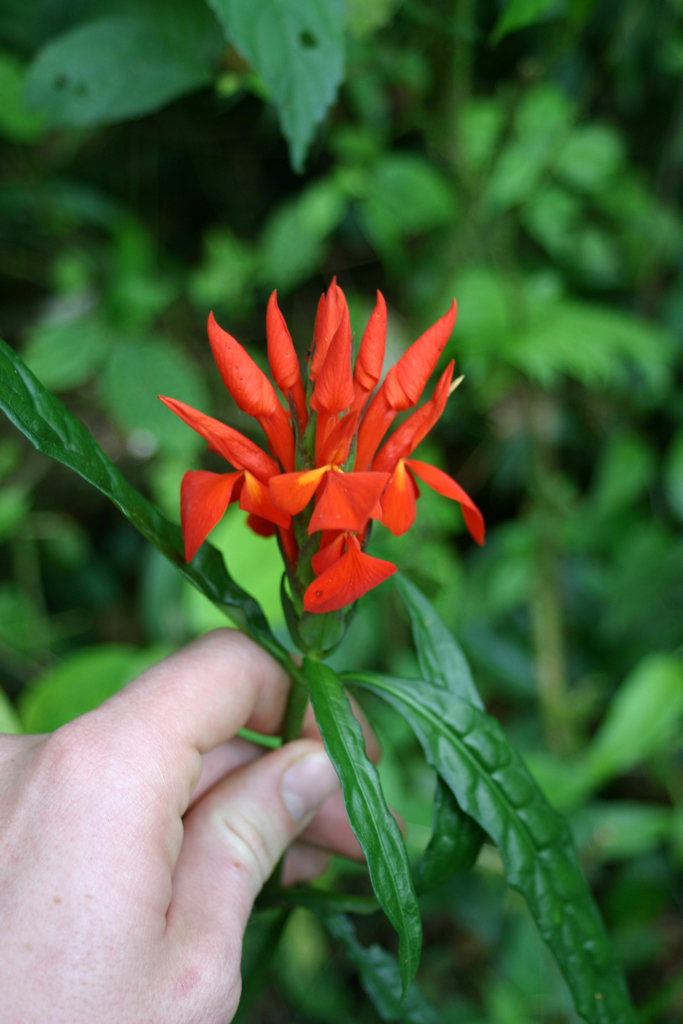
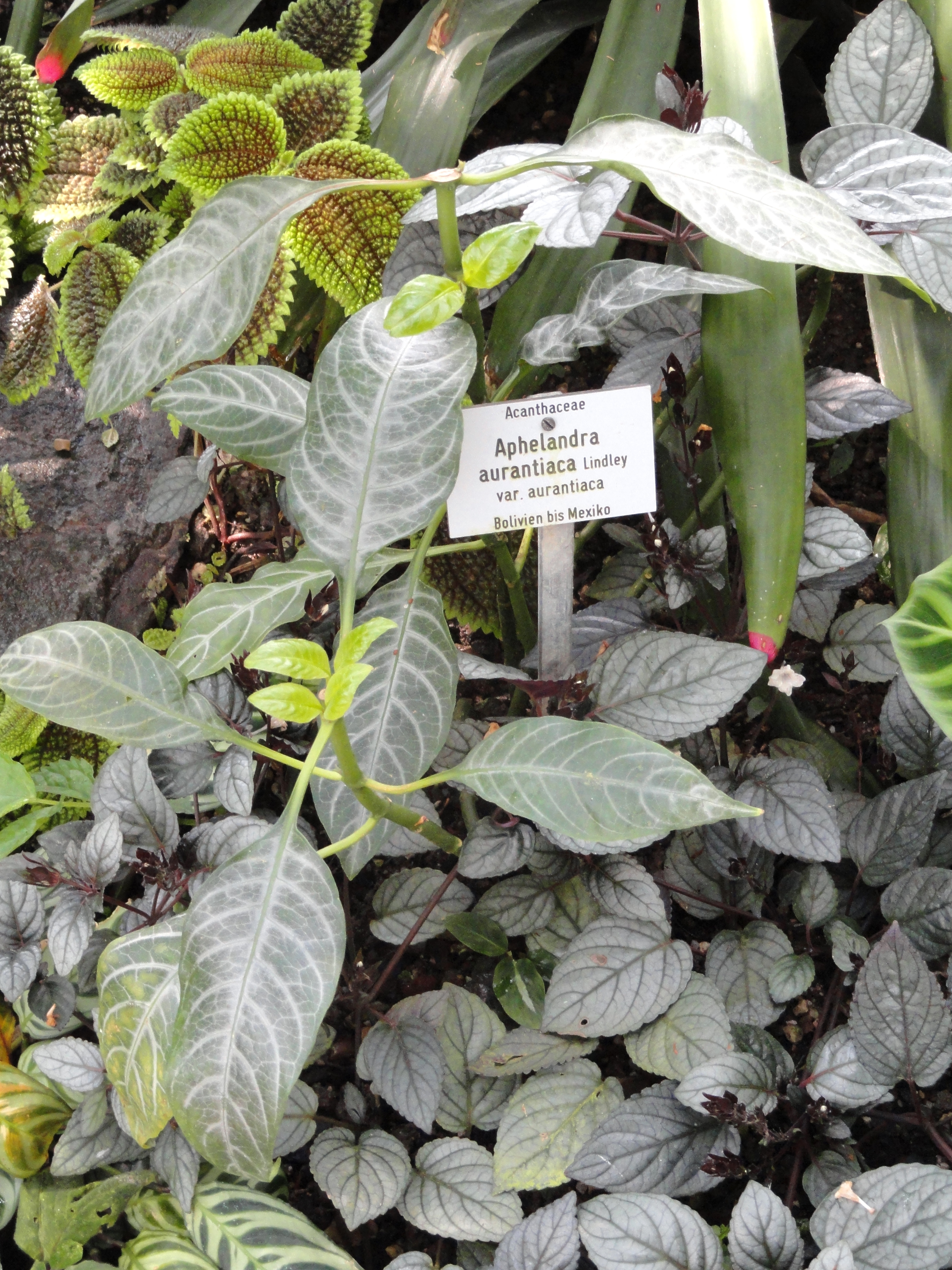
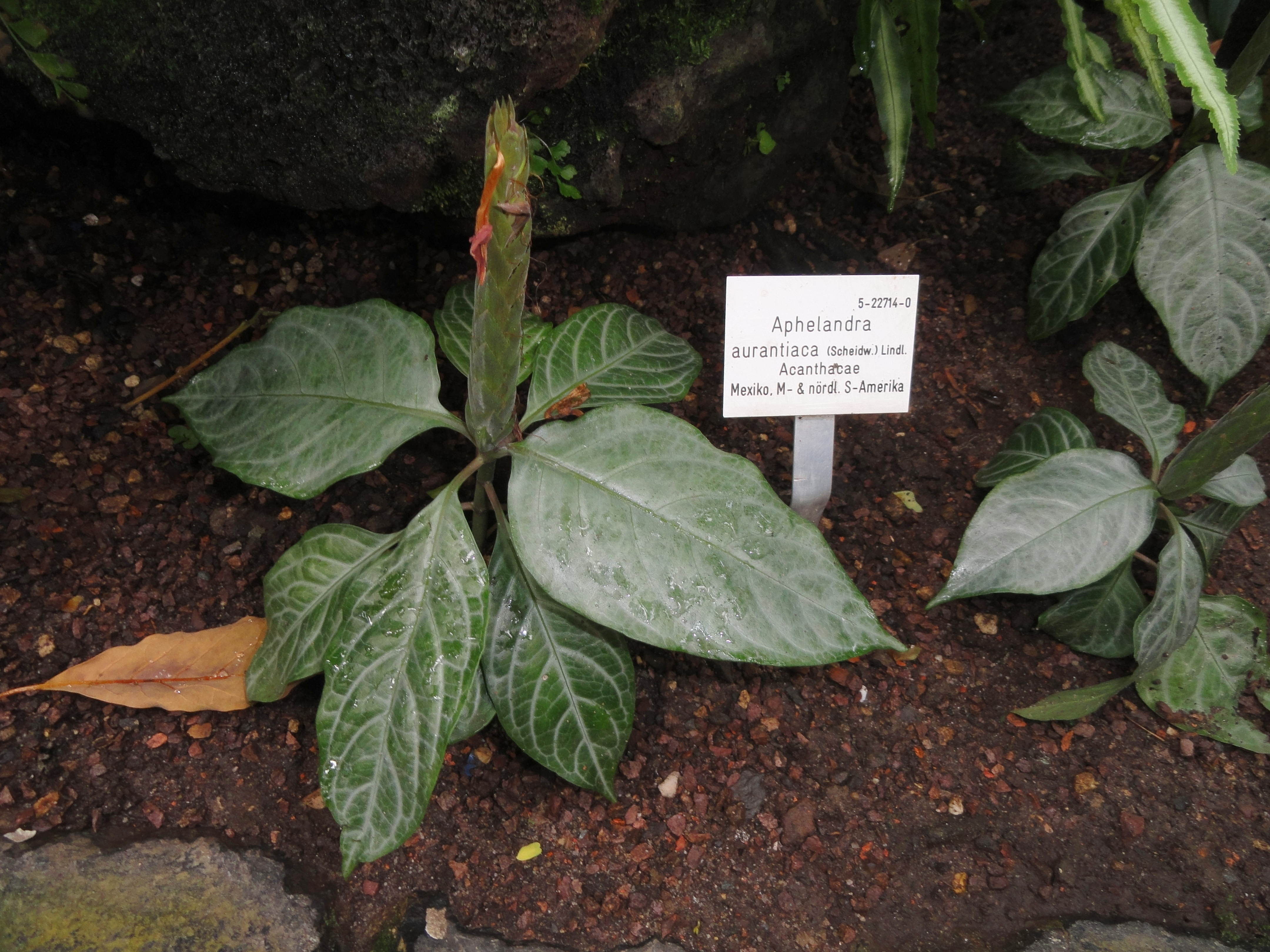
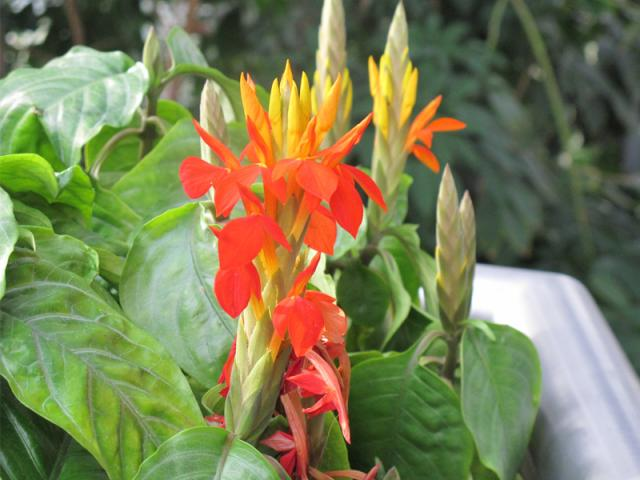